# تایپ او نگاتیو

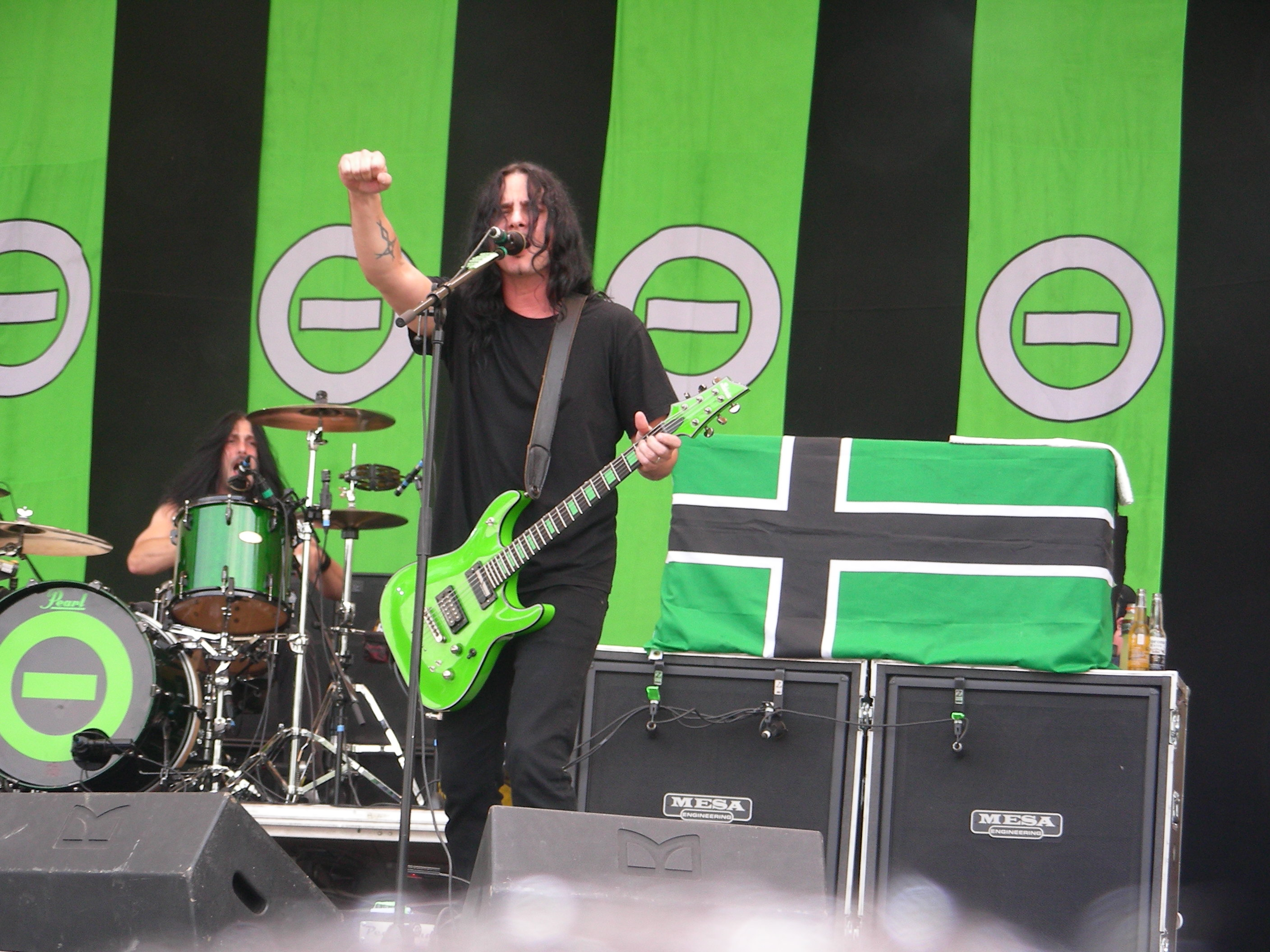
کنسرت سال ۲۰۰۷ Gods of Metal

تایپ او نگاتیو (به انگلیسی: Type O Negative) یکی از گروه‌های معروف سبک گاثیک (گوتیک) هستند.
رهبری گروه بر عهدهٔ پیتر استیل (خواننده و بیسیست) بود که پس از مرگش، گروه هم دیگر به کار خود ادامه نداد ولی اکثر اعضای بند به صورت جداگانه دوباره شروع به فعالیت کردند.